# 532037 Chiminigagua
532037 Chiminigagua (designação provisória: 2013 FY27) é um objeto transnetuniano que está localizado no disco disperso (assim como o planeta anão Éris). Ele possui uma magnitude absoluta de 3,0, tornando-o num forte candidato a ser classificado como planeta anão, devido ao seu tamanho relativamente grande. Assumindo um albedo de 0,15, teria aproximadamente 850 quilômetros de diâmetro, porém, em outras medições ele aparece com um diâmetro de 765+80
−85 quilômetros (diâmetro efetivo) ou 742+78
−83 quilômetros (primário). É o nono objeto transnetuniano intrinsecamente mais brilhante conhecido.
Este objeto transnetuniano demora em torno de 455 anos para completar uma volta ao redor do Sol.

## Descoberta
A primeira vez que Chiminigagua foi observado foi no dia 17 de março de 2013, e sua descoberta foi anunciada em 31 de março de 2014. Este objeto tinha um arco de observação com cerca de 1 ano quando foi anunciado. Ele veio a oposição no início de março de 2014.
Chiminigagua foi anunciado alguns dias após a revelação de 2012 VP113, e alguns dias antes de (523671) 2013 FZ27.

## Órbita
A órbita de Chiminigagua tem uma excentricidade de 0,394, possui um semieixo maior de 59,285 UA e um período orbital de cerca de 455 anos. O seu periélio leva o mesmo a uma distância de 35,937 UA em relação ao Sol e seu afélio a 82,633 UA.
Chiminigagua virá a periélio em torno de 2198, a uma distância de cerca de 36 UA. Está atualmente perto do afélio, 80 UA do Sol, e como resultado, tem uma magnitude aparente de 22. A sua órbita tem uma inclinação significativa de 33°.
Usando observações do telescópio espacial Hubble feitas em janeiro de 2018, Scott Sheppard encontrou um satélite natural orbitando Chiminigagua, que estava a 0,17 segundos de arco e 3,0 ± 0,2 mag mais fraco que seu primário. A descoberta foi anunciada em 10 de agosto de 2018. O satélite não tem uma designação provisória nem um nome próprio. Assumindo que os dois componentes têm albedos iguais, eles têm cerca de 740 quilômetros e 190 quilômetros de diâmetro, respectivamente. Observações de acompanhamento foram feitas entre maio e julho de 2018 para determinar a órbita do satélite, mas os resultados dessas observações ainda não foram publicados até 2022. Uma vez que a órbita é conhecida, a massa do sistema pode ser determinada.